# Shannonomyia austrolathraea
Shannonomyia austrolathraea là một loài ruồi trong họ Limoniidae. Chúng phân bố ở vùng Tân nhiệt đới.